# Кун-Маньё
Кун-Маньё (в верховье Саргач) — река в Хабаровском крае и Амурской области России, левый приток Маи. Длина — 109 км (без Саргача — 87 км), площадь водосборного бассейна — 2230 км².
Образуется на южном склоне Станового хребта. По некоторым источникам берёт начало при слиянии рек Саргач и Магнекан. Течение быстрое, русло делится на многочисленные рукава. Большей частью протекает по Амурской области. Слиянием с Аюмканом образует реку Маю. Наиболее крупный приток — Сура (правый).
В переводе с эвенкийского — белое молоко. В летнее время плотная белая пелена тумана растекается по всей речной долине.
По данным Государственного водного реестра России, относится к Амурскому бассейновому округу, речной бассейн — Уда, водохозяйственный участок — Уда.

## Притоки
По порядку от устья:
- 2 км: Уюма (пр.)
- 13 км: Онгоктак (пр.)
- 23 км: Сура (пр.)
- 28 км: Нелькижак (лв.)
- 30 км: без названия (лв.)
- 38 км: Укикан (пр.)
- 42 км: без названия (лв.)
- 44 км: Бургаленжа (лв.)
- 72 км: Бургалекан (лв.)
- 76 км: Бургалиндя (лв.)
- 79 км: Ушкан (пр.)
- 87 км: Магнекан (пр.)
- 88 км: Отодёк (лв.)